# Bror Lundgren
Bror Lundgren (18 de diciembre de 1919-23 de junio de 1992) fue un deportista sueco que compitió en tiro con arco, en la modalidad de arco recurvo. Ganó cinco medallas en el Campeonato Mundial de Tiro con Arco al Aire Libre entre los años 1952 y 1955.

## Palmarés internacional
| Campeonato Mundial al Aire Libre | Campeonato Mundial al Aire Libre | Campeonato Mundial al Aire Libre | Campeonato Mundial al Aire Libre |
| Año                              | Lugar                            | Medalla                          | Prueba                           |
| -------------------------------- | -------------------------------- | -------------------------------- | -------------------------------- |
| 1952                             | Bruselas (Bélgica)               | Medalla de oro                   | Equipo                           |
| 1952                             | Bruselas (Bélgica)               | Medalla de plata                 | Individual                       |
| 1953                             | Oslo (Noruega)                   | Medalla de oro                   | Individual                       |
| 1953                             | Oslo (Noruega)                   | Medalla de oro                   | Equipo                           |
| 1955                             | Helsinki (Finlandia)             | Medalla de oro                   | Equipo                           |